# گزارش لیلینتال–آچسون
گزارش در مورد کنترل بین‌المللی انرژی هسته‌ای را کمیته‌ای به ریاست دین آچسون و دیوید لینتال در سال ۱۹۴۶ تدوین کرده است و به این دلیل، عموماً به گزارش لیلینتال-آچسون معروف است. این گزارش، یکی از مهمترین اسناد آمریکا در سال‌های آغازین جنگ سرد می‌باشد که روش‌های ممکن برای کنترل بین‌المللی سلاح‌های هسته‌ای و روش‌های جلوگیری از جنگ هسته‌ای را بررسی کرده است.